# Victor French
Victor Edwin French (ur. 4 grudnia 1934 w Santa Barbara, zm. 15 czerwca 1989 w Los Angeles) – amerykański aktor, reżyser telewizyjny i kaskader. Odtwórca roli Isaiaha Edwardsa w serialu NBC Domku na prerii (1974–1983) i Marka Gordona w Autostradzie do nieba (1984–1986).

## Życiorys

### Wczesne lata
Urodził się w Santa Barbara w Kalifornii jako syn Nellie Louise Cowles French (1906–1987) i Teda Trenwitha Frencha (1899–1978), kaskadera filmowego. Jego matka była pochodzenia ormiańskiego. Jego ojciec zaszczepił w nim miłość do zachodniej tradycji i legend.

### Kariera
Jego pierwszą pracą była praca z ojcem przy wyczynach kaskaderskich w serialu telewizyjnym Gunsmoke. Brał udział w kursach sztuki teatralnej w Los Angeles Valley College i Cal State Los Angeles, a później wziął udział w przesłuchaniach do ról telewizyjnych. Grał w sztukach takich jak Wszyscy ludzie króla Roberta Penna Warrena, Noc iguany Tennessee Williamsa, Myszy i ludzie Johna Steinbecka, Zabawa jak nigdy Williama Saroyana i Po upadku Arthura Millera.
Jego debiutem była niewielka rola poplecznika Billa w serialu ABC TV Reader’s Digest (1955) z udziałem Eddiego Alberta. W westernie Johna Sturgesa Siedmiu wspaniałych (1960) był recepcjonistą. Został obsadzony w roli Joe w serialu CBS Lassie (1965), gdzie był niewymieniony w czołówce. Miał swoje pierwsze prawdziwe aktorskie doświadczenia w westernach, gdzie zazwyczaj grał „złego faceta” ze względu na jego raczej szorstki wygląd, w tym serialach Bonanza (1962–1971) i Gunsmoke (1966–1975) w czy Charro! (1969) jako Vince Hackett u boku Elvisa Presleya. Zmieniło się to wraz z rolą pana Edwardsa w Domku na prerii, którego grał w sezonach 1–3, gościnnie w 6 i 8–9 (1974–1977, 1979, 1981–1983) oraz trzech filmach telewizyjnych (1983, 1984).
Od 15 września 1977 do 23 sierpnia 1979 wcielał się w rolę małomiasteczkowego szefa policji stanu Georgia Roya Mobeya we własnym sitcomie ABC Carter Country, który trwał dwa sezony. Popularność przyniosła mu postać Marka Gordona w Autostradzie do nieba.
French wraz z Leonardem Nimoyem założył w Los Angeles „Company of Angels”, jedną z najwcześniejszych prób nadania LA jako rodzaju „Off-Broadway-West Coast”. Po odejściu z firmy w połowie lat 70. zaczął prywatnie uczyć aktorstwa. Reżyserował w LA Theatres i zdobył nagrodę Critics Circle za sztukę Dwunastu gniewnych ludzi.
W 1998 został wprowadzony do sali sław Western Performers Hall of Fame w National Cowboy & Western Heritage Museum w Oklahoma City w stanie Oklahoma.

## Życie prywatne
9 stycznia 1959 poślubił Judith Schenz, z którą miał troje dzieci: syna Victora Jr. oraz dwie córki – Tracy i Kelly. 3 lipca 1975 rozwiódł się. 14 marca 1976 ożenił się z Julie Cobb, córką aktora Lee J. Cobba. 23 maja 1978 doszło do rozwodu.

### Śmierć
Był nałogowym palaczem prawie przez całe życie, w kwietniu 1989 zdiagnozowano u niego zaawansowanego raka płuc, na który zmarł dwa miesiące później, 15 czerwca 1989 w Los Angeles w Kalifornii w wieku 54 lat.